# PFAS
Substances perfluoroalkylées et polyfluoroalkylées

Formule topologique du PFOA.

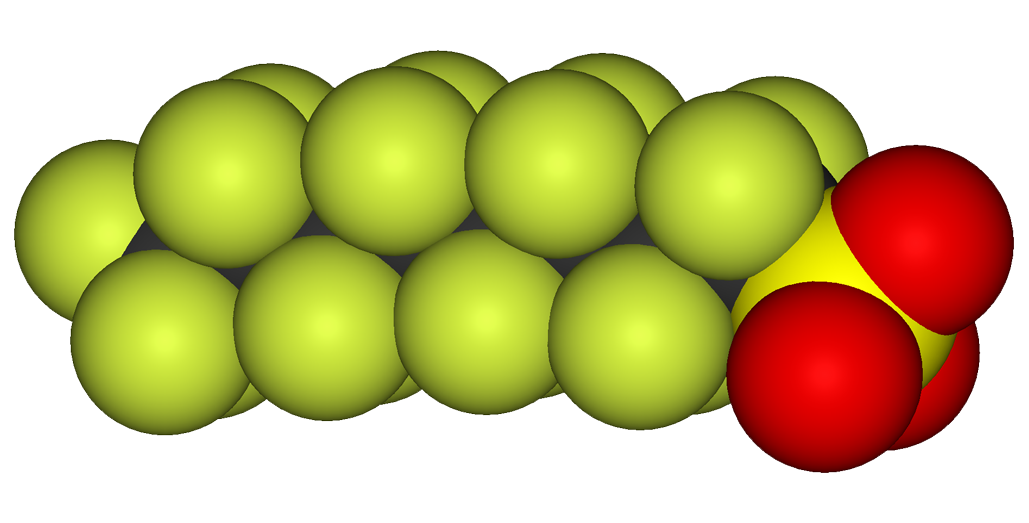
Modèle 3D du PFOS.

Les substances perfluoroalkylées et polyfluoroalkylées (SPFA), plus couramment désignées sous l'acronyme de « PFAS » (de l'anglais per- and polyfluoroalkyl substances), également appelées polluants éternels du fait de leur persistance dans l’environnement, autrefois aussi dénommées composés perfluorés, sont des composés organofluorés synthétiques comportant un ou plusieurs groupes fonctionnels alkyle per- ou polyfluorés (pas tous). Elles contiennent au moins un groupement perfluoroalkyle –CnF2n–,. Il existe probablement entre six et sept millions de PFAS.
Certaines PFAS, comme le PFOS (acide perfluorooctanesulfonique), le PFOA( acide perfluorooctanoïque) ou le PFNA (Acide perfluorononanoïque), attirent l'attention des chercheurs, des autorités de réglementation et d'Organisations non gouvernementales environnementales en raison de leur toxicité et de leur écotoxicité, de leur caractère de polluant très persistant, et d'une présence déjà généralisée dans l'eau, l'air, le sol, les pluies et les écosystèmes (faune en particulier) et dans le sang de la population générale humaine, et de la faune. Elles sont retrouvées dans les organismes vivants sur toute la planète. Les scientifiques et diverses administrations appellent à rapidement « réglementer, surveiller et gérer » les PFAS.
En 2025, le coût de leur dépollution dans l'eau et les sols en Europe est évalué entre 95 et 2 000 milliards d'euros sur 20 ans.

## Chimie des PFAS
Les PFAS (substances poly ou perfluoroalkyles) sont des composés de synthèse à chaîne carbonée, où au moins un atome de carbone est complètement substitué par des atomes de fluor. Il est globalement possible de distinguer des PFAS polymères et des PFAS non polymères, ces dernières étant les plus utilisées.
Lorsque tous les hydrogènes de la chaîne carbone (alkyle) sont substitués par des fluors, on dit que c'est une PFAS perfluoroalkylée. Par contre, si au moins un hydrogène est totalement substitué mais que tous les hydrogènes ne le sont pas, elle est nommée polyfluorée. Lorsque la chaîne alkyle compte moins de 6 à 8 atomes de carbone, on parle de PFAS à chaîne courte, lorsqu’elle en compte plus on parle de PFAS à chaîne longue :
- les PFCA : acides carboxyliques perfluorés (exemple le PFOA : acide perfluorooctanoïque);
  - chaîne courte jusqu'à 7 atomes de carbone, groupe fonctionnel carboxylate
- les PFSA : acides sulfoniques perfluorés (exemple le PFOS : acide perfluorooctane sulfonique) ;
  - chaîne courte jusqu'à 5 atomes de carbone, groupe fonctionnel sulfonate
- les polyfluorés, dont les fluoro-télomères (FTS), de signes sous le terme générique de « précurseurs » (ou pré-PFAAs), ils sont formés de chaines polyfluorées associées à des groupes acides sulfoniques, phosphoriques (PAP), des alcools (alcools fluorotélomères ou FTOH), des sulfonamines.
  - au moins un atome de carbone est relié à un atome d’hydrogène
  - Elles peuvent se transformer et se dégrader en sous-produits, PFAS perfluoroalkylées, et notamment en PFCA ou PFSA

Les propriétés physico-chimiques des PFAS ne sont pas communes car elles dépendent de chaque molécules dont la longueur de la chaîne perfluorée. La documentation est peu exhaustive.

### Substances très stables dans l'environnement, dénomination «Produits chimiques éternels»
Les PFAS sont souvent globalement surnommées Forever Chemicals (« Produits chimiques éternels ») ou FC à la suite d'un jeu de mots utilisé dans un éditorial du Washington Post de 2018. Les lettres « F-C » évoquent les symboles du fluor et du carbone, éléments chimiques qui constituent le squelette de ces molécules ; par ailleurs, la liaison carbone-fluor est l'une des liaisons les plus fortes en chimie organique, ce qui confère à ces produits une demi-vie dans l'environnement extrêmement longue (le « Forever » (pour toujours) de l'expression « Forever Chemicals »). Le nom Forever Chemicals est maintenant couramment utilisé dans les médias anglophones, en plus du nom plus technique de substances per- et polyfluoroalkylées, ou PFAS,,,.
Leur trait commun est la très grande stabilité de l’extrémité perfluorée, hydrophobe et lipophile, qui peut résister à la chaleur, aux acides, aux bases, aux agents réducteurs, aux oxydants, de même qu’aux processus de photolyse et de dégradation microbiologique.
L'étude (2020) d'une population d'Arvidsjaur ayant accidentellement consommé de l'eau contaminée par des mousses utilisées par les pompiers de l'aéroport, a permis d'évaluer la demi-vie de ces produits dans le plasma sanguin humain. Pour les PFAS à chaine longue : 2,86 années pour le PFHxS, 2,91 années pour le L-PFOS. Pour ceux à chaine courte, la demi-vie est de 1,46 années pour PFHpS. Les demi-vies les plus courtes étaient de 0,12 années pour le PFBA et 0,17 années pour le PFHpA.

### Propriétés tensio-actives
Un sous-groupe des PFAS, les tensioactifs fluorés, possèdent une « tête » hydrophile en plus de la « queue » fluorée. En tant que tensioactifs, ils abaissent plus efficacement la tension de surface de l'eau que leur homologues dont la queue hydrophobe est à base hydrocarbure. Ils sont bénéfiques sur la résistance à l’huile et à l’eau (apportant des propriétés déperlantes ou anti-taches, par exemple), leur résistance élevée sur les plans chimique, physique et thermique ainsi qu’une capacité à agir comme tensioactifs (constitution d’émulsions).

### Solubilité dans l'eau et volatilité dans l'air
Les PFAS peuvent également être retrouvées dans l’air et capables de se déplacer sur de longues distances, notamment dans les émissions industrielles ou dans l'eau. Dans le cas des substances non-polymères, plus la chaîne carbonée est courte, plus le composé est soluble dans l’eau et pourra être transporté sur de très longues distances. À l’inverse, plus la chaîne carbonée est longue, plus la solubilité dans l’eau diminue.

### Décompte

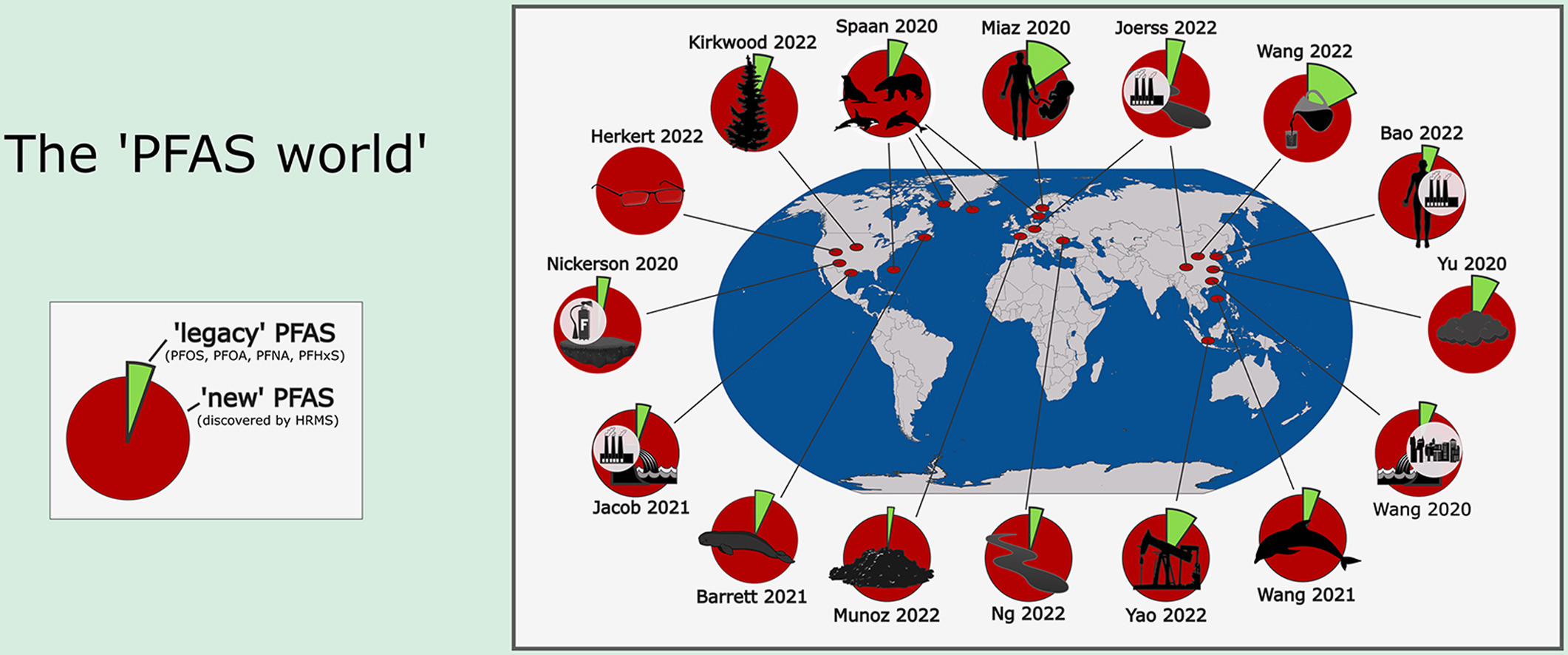
Quelques études HRMS sélectionnées, ayant permis une meilleure compréhension du « monde des PFAS ». Les parties vertes représentant les quatre PFAS bien étudiées considérées par Cousins (c'est-à-dire l'acide perfluorooctanesulfonique (PFOS), l'acide perfluorooctanoïque (PFOA), l'acide perfluorohexanesulfonique (PFHxS) et l'acide perfluorononanoïque (PFNA)) en comparaison relative avec le nombre de PFAS supplémentaires (provisoirement) identifiées dans les études respectives indiquées.

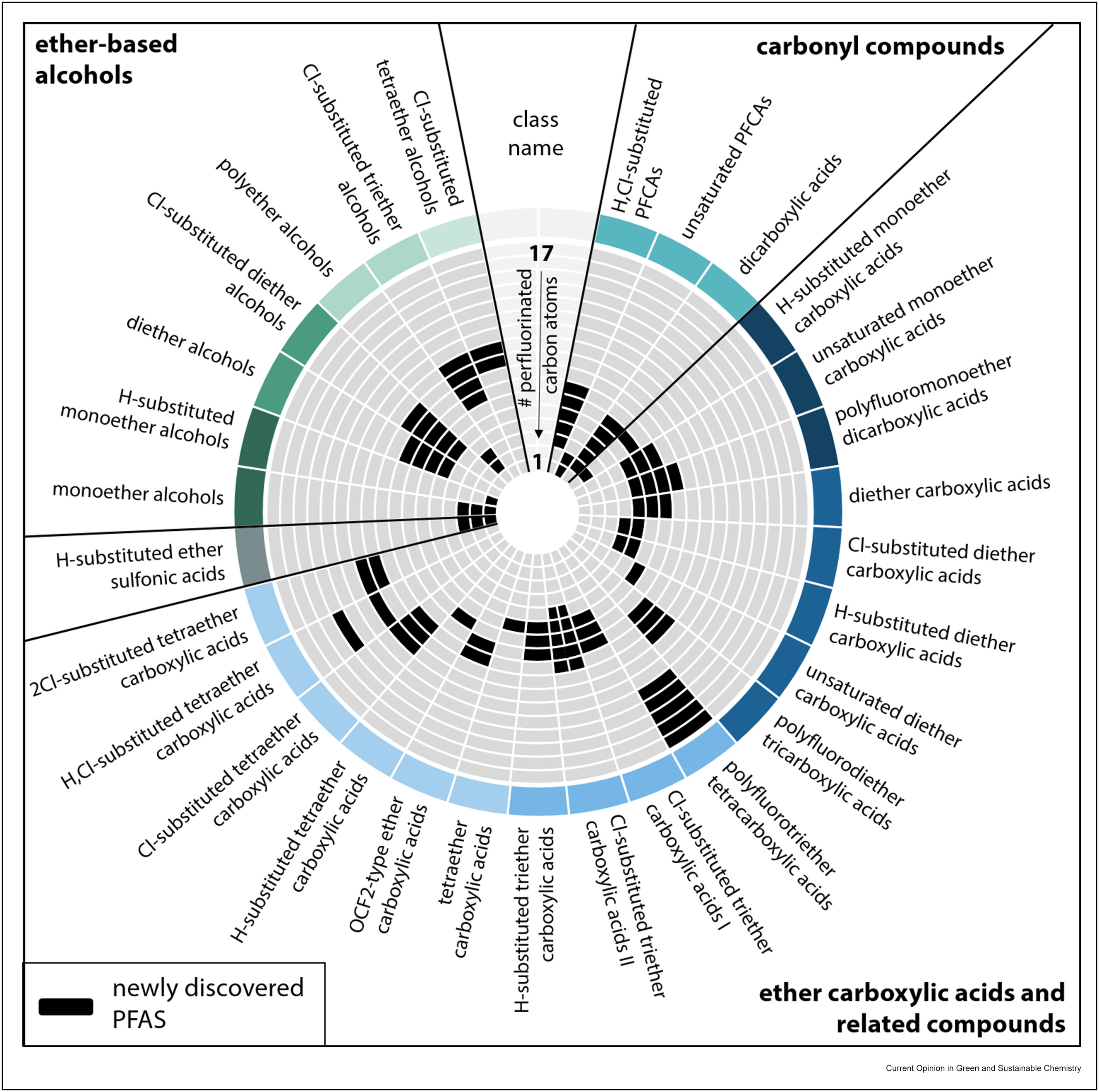
Découvertes de PFAS (avec selon les auteurs, un niveau de confiance ≥ 3) dans certaines études sélectionnées soulignant la diversité structurelle des nouveaux PFAS identifiées (provisoirement, ce chiffre augmentera). Les cercles colorés extérieurs représentent la classe PFAS et les cercles gris intérieurs illustrent les homologues au sein de la classe respective ayant de 1 à 17 atomes de carbone perfluorés. Les PFAS nouvellement découvertes depuis 2019 sont marquées en noir (n = 87), mais elles ne représentent qu'un sous-ensemble puisque cette revue n'a pris en compte que des études sélectionnées.

Des études récentes ont mis en œuvre une recherche plus étendue de PFAS dans l'environnement et dans les organismes vivants — notamment basées sur la spectrométrie de masse haute résolution (HRMS) — et incluant des sources ponctuelles et de nouvelles « matrices » jusqu'alors inexplorées, ainsi que des voies de transformation qui n'avaient jamais été explorées par la recherche publique.
Ces études ont mis au jour un grand nombre de PFAS antérieurement non répertoriées, faisant émerger un véritable « monde des PFAS ».
L'Organisation de coopération et de développement économiques (OCDE) en 2018 répertoriait 4 730 PFAS différentes, avec au moins trois carbones perfluorés. Une base de données sur la toxicité de l'Agence de protection de l'environnement des États-Unis, DSSTox, répertorie 14 735 PFAS, PubChem en comptait environ six millions en 2022, mais ce compte augmente et pourrait atteindre sept millions.

### Méthodes d'analyses actuelles (et perspectives)
Des milliers de PFAS existent, mais seules quelques dizaines sont généralement analysées. La détection, quantification et surveillance des PFAS sont complexes mais essentielles. 
En 2025, la technique analytique la plus utilisée pour identifier et doser les PFAS dans des échantillons complexes est la chromatographie liquide couplée à la spectrométrie de masse en tandem (LC-MS/MS), très sensible mais coûteuse, nécessitant des équipements spécialisés et des opérateurs qualifiés. Comme elle repose sur une analyse ciblée,  seules les PFAS recherchées sont détectées. En outre, chaque échantillon doit être prétraité avant analyse, ce qui augmente le coût et le délai des analyses qui par ailleurs ne peuvent être faites qu'en laboratoire (ce qui limite la réactivité en cas de pollution). 
Le développement de capteurs/analyseurs portables pourrait bientôt révolutionner leur détection et améliorer la gestion des risques environnementaux et sanitaire (le laboratoire EDYTEM travaille, avec une start-up (Grapheal) sur un capteur électronique à base de graphène qui pourrait, dans le futur, détecter les PFAS directement sur le terrain, avec un signal électrique proportionnel à leur concentration.

## Usages des PFAS

### Utilisations

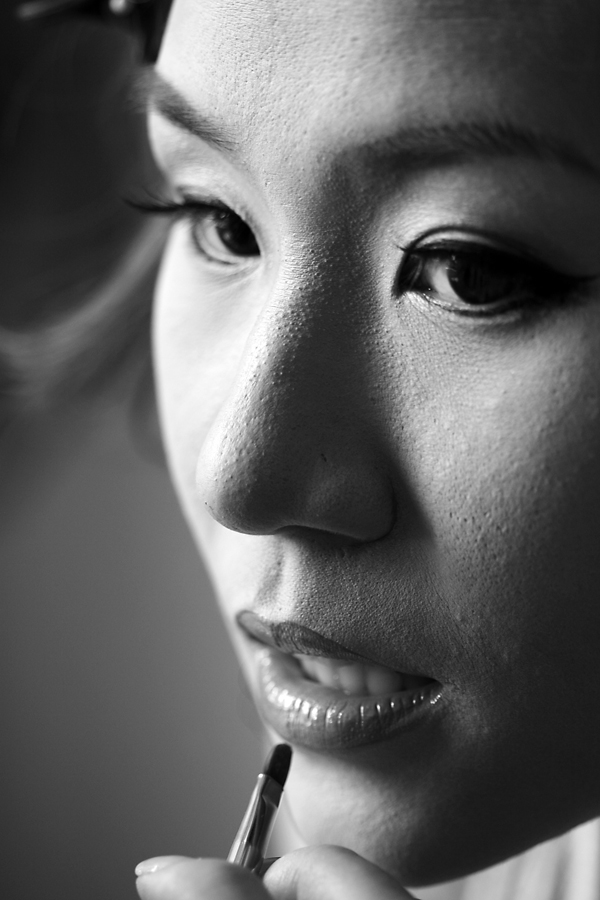
Le rouge à lèvres liquide peut contenir des PFAS,.

Les PFAS sont « une large famille de plus de quatre mille composés chimiques » : avec leurs propriétés antiadhésives, imperméabilisantes, résistantes aux fortes chaleurs, depuis les années 1950, « ils sont largement utilisés dans divers domaines industriels et produits de consommation courante : textiles, emballages alimentaires, mousses anti-incendie, revêtements antiadhésifs, cosmétiques, produits phytosanitaires, etc. »,.
Certaines PFAS peuvent également se trouver dans l'emballage alimentaire des burgers ou des intrants agricoles, des farts de ski ou des poêles antiadhésives.

### Alternatives
Les feux de catégorie B (feux de solvants inflammables) sont combattus par des mousses épaisses à base d'agents fluorés (commercialisées depuis les années 1970 par la société 3M). Elles sont efficaces mais « nocives pour l'environnement et la santé ». Des alternatives moins toxiques ou non toxiques sont recherchées, par exemple à base de polysaccharides tels que la gomme xanthane.

### Productions des PFAS
Les PFAS sont produites par la fluoration électrochimique (produit initial de cette réaction est le fluorure de perfluorooctane sulfonyle) et la télomérisation (pour produire des fluorotélomères).
Les entreprises productrices de PFAS sont 3M, Chemours, Honeywell, Solvay, Merck, BASF, Bayer, Arkema, Archroma, AGC, Daikin et Dongyue Federation.

## Toxicologie, écotoxicologie

### Exposition aux PFAS
L'exposition professionnelle aux PFAS peut se produire dans les sites producteurs de PFAS comme l'industrie chimique, le traitement de textiles, la fabrication de produits électroniques et l’utilisation dans la lutte contre les incendies. Les niveaux d’imprégnation les plus élevés sont relevés chez les travailleurs de sites de fabrication de PFAS.

### Contamination et transfert des PFAS

#### Dans le milieu naturel
À la fin des années 1970, des scientifiques de 3M, qui est un gros utilisateur et le principal fournisseur de ces produits, prennent conscience de leur toxicité pour les animaux et de leur accumulation dans le sang des êtres humains, mais gardent plus ou moins le silence. À la fin des années 1990, une autre scientifique de l'entreprise établit que la contamination est mondiale ; mais elle rencontre des résistances lorsqu'elle révèle en interne ses conclusions, et est écartée du dossier.
Des PFAS telles que l'acide perfluorooctanoïque (PFOA), l'acide perfluorooctanesulfonique (SPFO) et l'acide perfluorononanoïque (PFNA) attirent l'attention des toxicologues et des écotoxicologues puis des organismes de réglementation pour la double raison de leur persistance dans l'environnement et de leur toxicité, et parce qu'elles sont maintenant retrouvées dans le sang et certains organes de la population générale ; dans le corps des animaux sauvages et domestiques,,, partout sur la terre (pour certains en quantité jugée excessive), y compris dans les eaux gelées des pôles et dans l'air des plus hautes montagnes. Les eaux souterraines et autres eaux potables en contiennent aussi : selon une étude publiée dans Nature Geoscience en 2024, sur 45 000 sources d’eau testées dans diverses parties du monde, « une fraction substantielle (31 %) des eaux échantillonnées dépasse les valeurs guides pour l’eau potable des PFAS, l’ampleur du dépassement dépendant de la juridiction et de la source de PFAS. De plus, les pratiques de surveillance actuelles sous-estiment probablement les PFAS dans l’environnement, car seule une gamme limitée de PFAS, jugés préoccupants par la réglementation, est généralement quantifiée ».
Les surfactants fluorés à chaîne fluorée plus courte pourraient être moins enclins à s'accumuler chez les mammifères, mais ils semblent rester nocifs pour l'humain,, et pour l'environnement en général,.

#### Dans les produits alimentaires et l'eau de consommation
Les PFAS sont aussi retrouvées dans les aliments, les produits de la mer, les œufs et les viandes (PFOS et au PFOA), fruits et légumes y compris (fraises industrielles notamment, avec 95 % de 120 échantillons testés qui contenaient des résidus de pesticide chargés en PFAS selon une étude anglaise), qui avec l'eau et l'air sont des sources importantes d'exposition des humains à ces polluants. Selon un rapport du comité consultatif sur les résidus de pesticides (PRiF) du ministère anglais de l’Environnement, parmi plus de 3 300 échantillons d’aliments et de boissons mis en vente dans le pays où ont été recherchés environ 401 pesticides en 2022, de nombreux produits (fruits et légumes notamment) contenaient des PFAS, parfois au dessus des seuils réglementaires ; l'ONG Pan UK exhorte le gouvernement à interdire les 25 pesticides contenant des PFAS encore actuellement utilisées en Grande-Bretagne, dont six sont classés comme « hautement dangereuses ».
En 2006, une évaluation faite par le gouvernement canadien sur les effets du SPFO, de ses sels et de ses précurseurs sur la santé des Canadiens, sur la base des éléments alors disponibles,, a conclu que dans la population générale l'exposition à ces produits était insuffisante pour engendrer des effets nocifs sur la santé. « En revanche, l'évaluation écologique a conclu que le SPFO pénètre ou pourrait pénétrer dans l'environnement à des concentrations nocives pour l'environnement. ».

#### Prévalence dans le corps humain
La prévalence de ces composés chimiques récemment devenus omniprésents est multiple. Les PFAS inhalées ou ingérées traversent les barrières pulmonaire, intestinale, placentaire... (des substances per- et polyfluoroalkylées) sont retrouvées dans le cordon ombilical, le sérum des pères et mères, et dans les organes des fœtus et embryons, du nouveau-né et du jeune enfant ; en 2019, une étude longitudinale des sérums sanguins des femmes enceintes d'un panel de 457 dyades mère-enfant a montré que la totalité des échantillons de sérum maternel prélevés pendant la grossesse en contenaient, avec des concentrations médianes (intervalle interquartile) de 13,8 ng/mL (11,0, 17,7), 3,0 ng/mL (2,3, 3,8), 1,9 ng/mL (1,4, 2,5) et 0,4 ng/mL (0,3, 0,5) pour le SPFO, PFOA, PFHxS et PFNA, respectivement ; une analyse de l'Environmental Working Group (EWG) a révélé la présence de PFAS dans les cordons ombilicaux des nourrissons aux États-Unis et dans 11 autres pays.
En 2022, une autre étude montre que le don de sang réduit durablement le taux de PFAS présentes dans le corps humain. L'effet est le plus important dans le cas de dons de plasma, avec une réduction de 30 % de la concentration médiane après un an de dons espacés de trois mois.

### Pollution

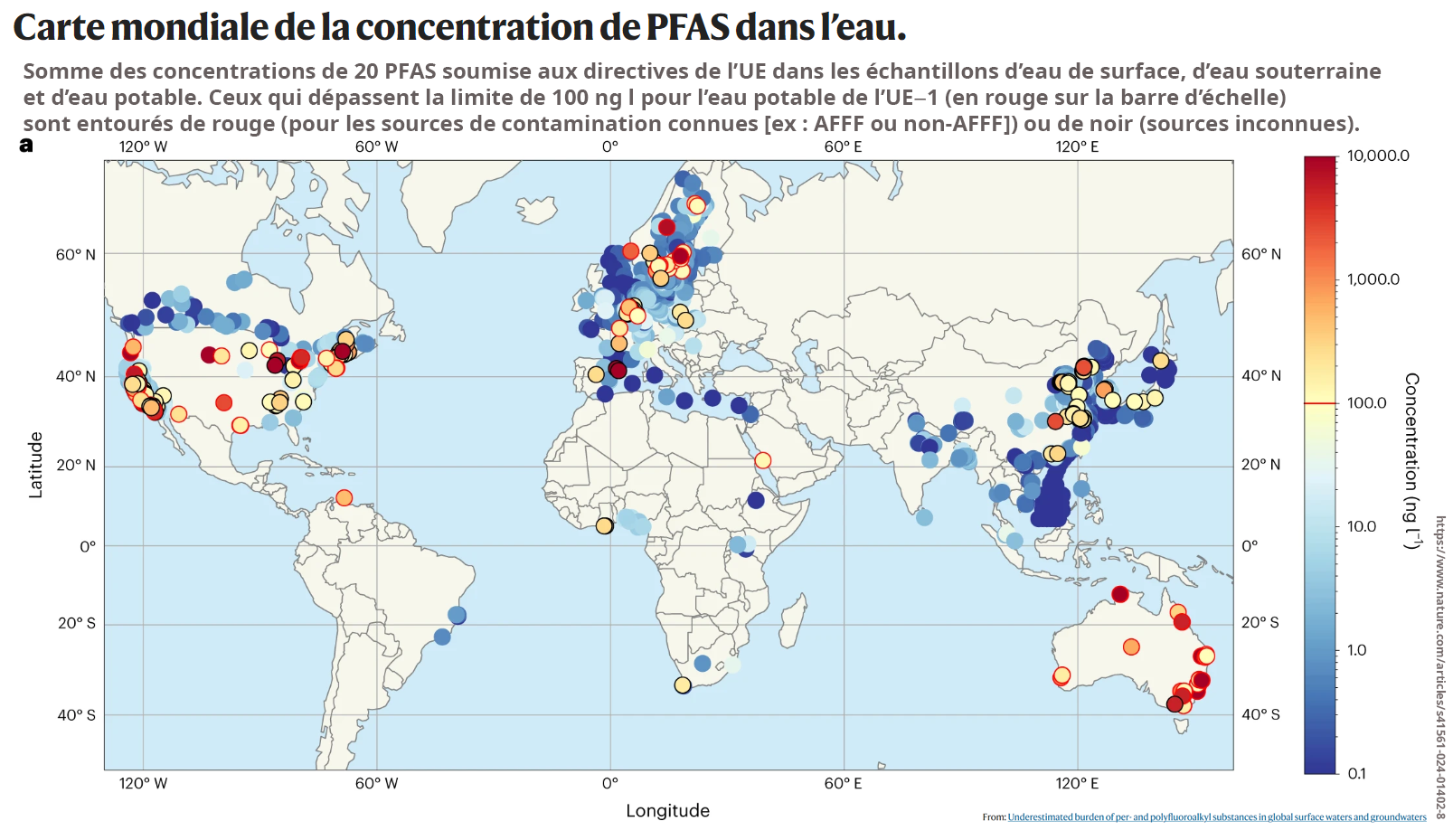
Carte mondiale de la concentration de PFAS dans l’eau (Source : Nature, avril 2024 : Sous-estimation de la charge des substances perfluoroalkylées et polyfluoroalkylées dans les eaux de surface et les eaux souterraines du monde entier)

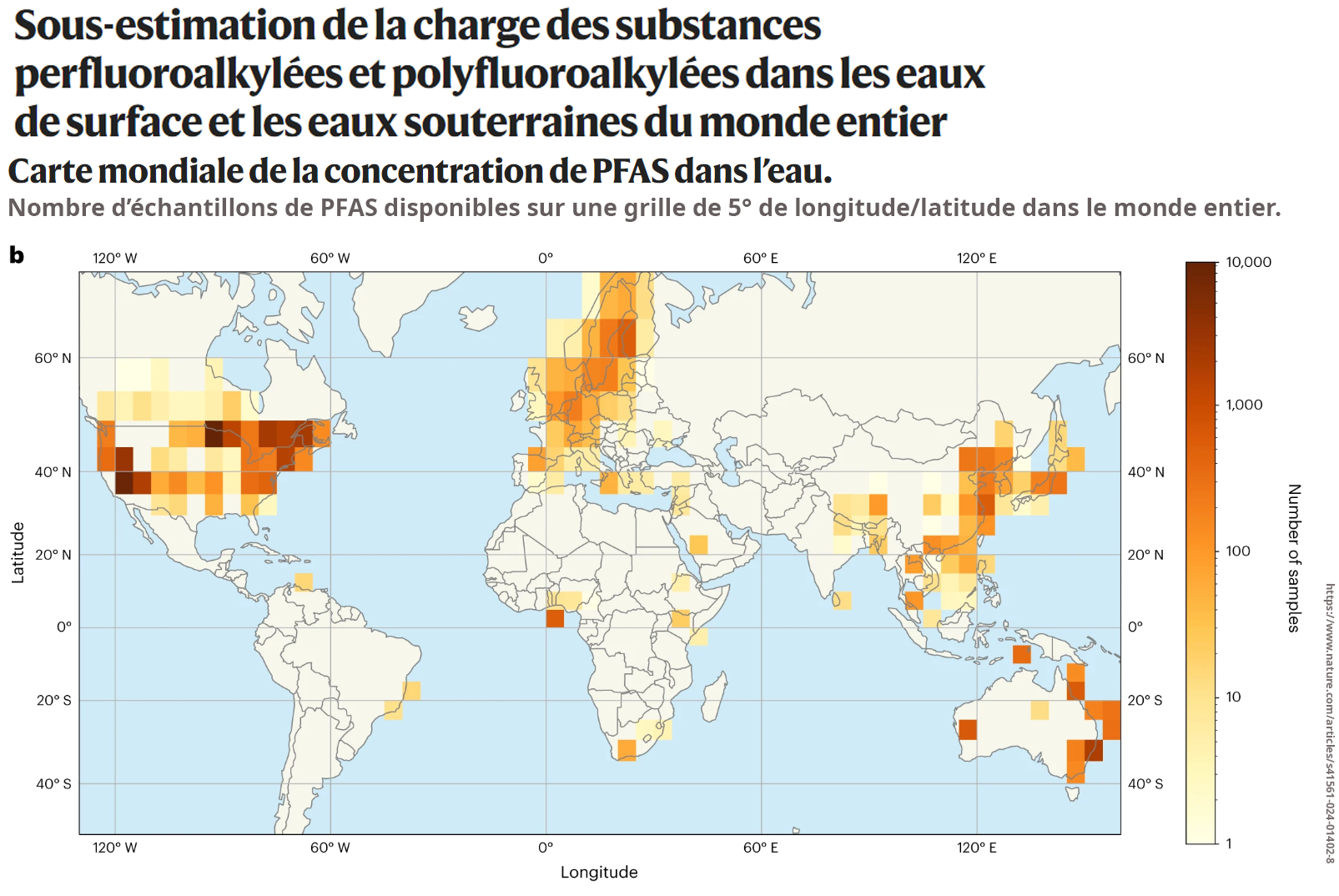
Nombre d'échantillons utilisés pour établir la carte ci-dessus

#### Monde
Des études ont montré une contamination généralisée des chaînes alimentaires à l'échelle mondiale, remettant en question l'objectif de la lutte contre le dépassement de cette limite planétaire.
Une étude de chercheurs de l'Université de Stockholm (Suède), parue en août 2022, montre qu'à cause des PFAS, « l'eau de pluie, partout dans le monde, est jugée impropre à la consommation » et même dans les régions les plus isolées du monde.
L'ensemble des compartiments de l'environnement est aussi concerné par la pollution aux PFAS comme l’air l’intérieur et extérieur, les poussières et les sols contaminés. Certaines PFAS sont volatiles comme le fluorotélomère (FTOHs), une fois oxydées deviennent une source secondaire de dépôt atmosphériques de PFAS.
En novembre 2017, un groupe de plus de 50 scientifiques et régulateurs internationaux a tenu un atelier pour s'attaquer à ce problème à Zurich. Les recommandations portent sur la coordination scientifique, la régulation des PFAS sur l'ensemble de cette classe ou encore le développement de substituts aux PFAS.
La contamination des composés perfluorés est présente dans les organismes humains à l'échelle planétaire. Des niveaux de contamination moyens supérieurs ou égaux à 1 μg/l de sérum humain pour quatre PFAS parmi les plus utilisées et retrouvées. Les niveaux de contamination sont même de l’ordre de 4 μg/l pour le PFOS et de 2 μg/l pour le PFOA.

#### Europe
Une enquête collaborative publiée en 2023 par Le Monde, et 17 partenaires dont NDR Info, Westdeutscher Rundfunk Köln, Süddeutsche Zeitung, Radar Magazine, Le Scienze, The Investigative Desk et NRC Handelsblad dans le cadre du projet international « Forever Pollution Project », documente et cartographie l'ensemble de la contamination de l'Europe par les substances PFAS.
Selon cette première « carte de la pollution éternelle », l'Europe compterait plus de 17 000 sites contaminés à plus de 10 nanogrammes par litre (ng/l) qui est le niveau auquel les autorités doivent commencer à s'alerter, dont plus de 2 000 à des niveaux jugés dangereux (plus de 100 ng/l), selon des analyses environnementales faites entre 2003 et 2023. S'y ajoutent près de 21 500 sites présumés contaminés, qui sont des industries ou activités utilisatrice et/ou émettrice de PFAS (ex. : bases militaires utilisant des mousses anti-incendie « AFFF »).
Ce travail, inspiré de celui du PFAS Project Lab (Boston) et du « PFAS Sites and Community Resources Map » aux États-Unis, repose sur l'agrégation de données publiques et non publiques, lesquelles ont permis de lister et positionner sur une carte un grand nombre de sites contaminés et présumés contaminés. L'enquête s'est appuyée sur un groupe de sept spécialistes, à la manière du « peer-reviewed journalism », en adoptant systématiquement « l'approche la plus prudente possible », ce qui implique, précisent ses auteurs, que dans le contexte d'incomplétude de données (certaines ne sont pas accessibles et il n'y a pas de prélèvements exhaustifs dans aucun des pays européens, « aussi impressionnant qu'il soit, le nombre de sites contaminés et présumés contaminés que montre notre carte est très largement sous-estimé ». Ces polluants « accompagneront l'humanité pendant des centaines, voire des milliers d'années ». Selon l'étude ils sont produits en Europe par vingt producteurs puis utilisés par 232 utilisateurs industriels « pour fabriquer des plastiques « haute performance », des peintures et des vernis, des pesticides, des textiles imperméabilisés, d'autres produits chimiques, etc. ».
À partir des années 2010, grâce à des méthodes analytiques plus précises et plus abordables (ex : chromatographie en phase liquide à haute performance couplée à la spectrométrie de masse ou LC-MS/MS) permettant de détecter et quantifier des niveaux de PFAS antérieurement indétectables, leur présence et cinétique dans l'environnement, les organismes et les aliments est mieux connue. On en retrouve partout, y compris, par exemple, dans l'environnement montagnard non cultivé et non industriel, à large échelle dans les stations de sport d'hiver : là, des PFAS sont chroniquement libérées depuis des décennies chaque hiver, dans la nature, par certains farts (dits « farts fluorés », qui contiennent de 1,89 à 874 ± 240 ng g−1 de PFAS). Ces farts sont utilisés pour améliorer la glisse dans divers sports de glisse sur neige (ski notamment) ; ils contiennent des PFAS à longueurs de chaîne variable, aux propriétés tensioactives et répulsives qui améliorent la glisse. Ces farts s'érodent et dispersent dans la neige les PFAS qu'ils contiennent, lors de centaines de millions de passages de skis sur les pistes. La neige (et donc l'eau) sont ainsi polluées par ces polluants éternels, de même, ensuite, que les sols (et peut-être d'autres compartiments de l'environnement et des écosystèmes) ; des chercheurs ont montré en 2023 que le taux de PFAS est plus élevé dans l'environnement des pistes de ski qu'ailleurs en montagne, avec des taux globaux de 1,7 ng L−1 à 143 ng L−1 pour l'eau de fonte de neiges, de 0,62 ng g−1 à 5,35 ng g−1 dans le sol. L'eau de fonte des neiges contenait surtout des PFAS à chaîne courte, alors que le sol des stations de sport d'hiver et le fart contenaient à la fois des PFAS à chaîne courte et à longue chaîne. Cette étude a aussi montré que même les mesures par LC-MS/MS sous-estiment cette pollution, car mesurant mal les PFAS en raison de leur résistance aux hautes températures.
En octobre 2020, une note stratégique de la commission européenne reconnaît la contamination par les PFAS de l'environnement et les effets sur l'homme et la société. Elle propose une série d’actions pour lutter contre l’utilisation des PFAS dont l'interdiction et la contamination par ces substances.
En février 2023, le journal le Monde publie une cartographie européenne des sites contaminés, utilisateurs et producteurs de PFAS.
En janvier 2024, 11 responsables politiques européens ont fait analyser les PFAS présentes dans leur sang, pour susciter l'attention sur ce sujet, et démontrer que les riverains des usines chimiques ne sont pas les seuls concernés : le sang de chacun de ces dirigeants en contenait, avec dépassement des seuils de sécurité indicatifs chez 5 d'entre eux. 7 PFAS sur 13 recherchées sont décelées dans l'organisme de Frans Timmermans, ancien vice-président Alliance progressiste des socialistes et démocrates au Parlement européen (S&D) de la Commission européenne, qui dénonce avec véhémence la prolifération des PFAS à l'intérieur de l'Union européenne. L'étude révèle notamment la présence systématique de PFOA et de PFOS dans le sang des dirigeants étudiés, bien qu'interdits dans l'Union européenne respectivement depuis 2020 et 2009.

##### Belgique
En 2021, un rapport (datant de 2018) sur la pollution de l'eau potable par des PFAS sur la base aérienne de Chièvres en 2017 est divulgué par le Parti du travail de Belgique (PTB) au Parlement wallon. À la suite de tests de dépistage du PFOS et du PFOA par l'armée américaine, des taux dépassant la norme de l'Agence de protection de l'environnement des États-Unis (EPA) sont relevés. Les résultats des tests sont partagés avec la Société wallonne des eaux (SWDE) qui confirme que l'eau est considérée comme potable d'après les normes belges (qui ne comprennent pas à ce moment-là de norme concernant les PFAS),. Malgré l'avis positif de la SWDE, de l'eau en bouteille est mise à disposition des soldats, mais la population de Chièvres n'est pas avertie,.
À Anvers (Belgique), l'usine 3M a contaminé l’air, le sol et le sang de près de 800 personnes vivant à proximité de l’usine chimique avec du PFOS,.

##### Danemark

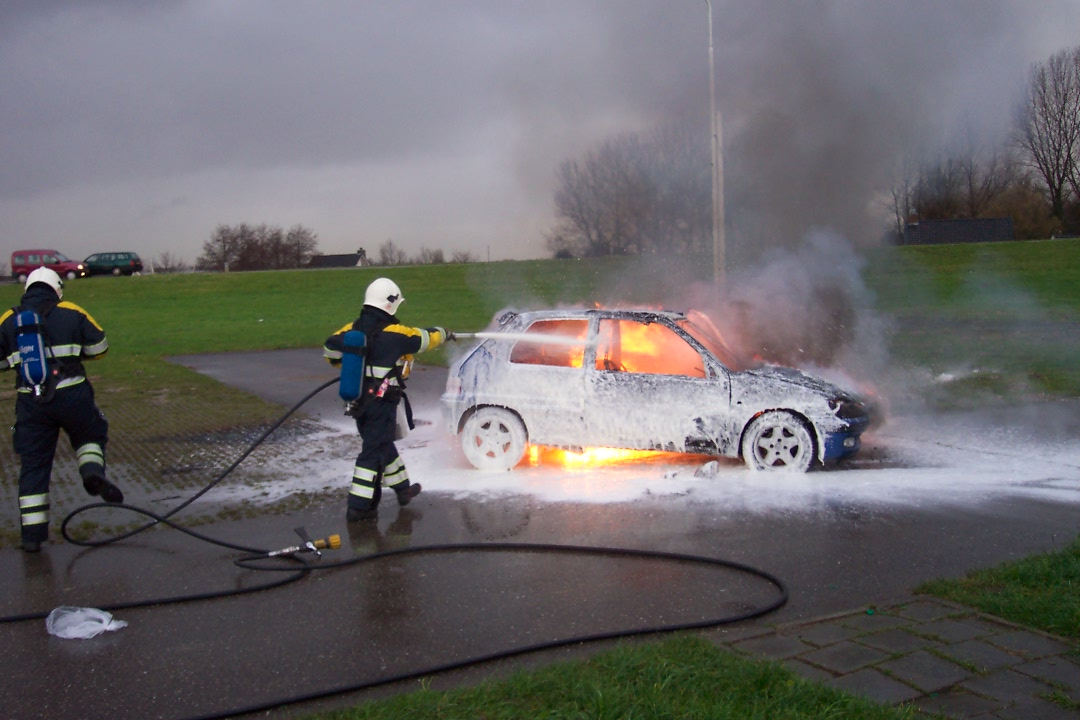
Pompiers en formation à la lutte contre les incendies avec de la mousse contenant des PFAS

À Korsør (Danemark), un centre de formation à la lutte contre les incendies a contaminé des terres agricoles et du bétail avec du PFOS et du PFHxS,,.

##### France
En 2023, la pollution aux PFAS serait largement sous-estimée selon l'ONG Générations futures,. Des eaux de surface sont polluées. En septembre 2024, la cellule investigation de Radio France et le réseau France Bleu révèlent que 43% des 89 échantillons d'eau du robinet prélevés à travers la France entre le 8 avril et le 5 juin 2024 contiennent un ou des PFAS, dans des quantités plus ou moins élevées. Cinq échantillons en contiennent à des niveaux préoccupants auxquels s'ajoutent trois échantillons qui dépassent la limite française.
En novembre 2023, la cellule investigation du journal l'Equipe publie une longue enquête sur la contamination des employés dans le domaine du fartage fluorées des skis et l'environnement.
En février 2024, Générations Futures avec un réseau citoyen d'action sur les pesticides a montré une contamination de TFA dans les eaux françaises : 2900 ng/l à Paris dans la Seine, 2400 ng/l dans l’Aisne à Choisy au Bac, 1900 ng/l dans l’Oise à Clairoix ou encore 1500 ng/l dans la Somme à Glisy.
En septembre 2024, l'acide trifluoroacétique (TFA) faisant partie de la famille des PFAS, un polluant issu de la dégradation du flufénacet, un pesticide récemment classé perturbateur endocrinien, menace la qualité de l'eau potable en France. Des études montrent que 86 % des échantillons d'eau potable en Europe dépassent la limite de conformité de 0,1 µg/L, avec des concentrations atteignant jusqu'à 10 µg/L. L'association Générations futures appelle à l'interdiction immédiate du flufénacet, tandis que les autorités françaises et européennes sont sous pression pour agir. La Commission européenne a mandaté l'OMS pour évaluer l'impact du TFA sur la santé. Les experts s'inquiètent du manque de données sur sa toxicité et demandent des restrictions sur d'autres pesticides et émissions industrielles liées aux polluants éternels.
Toujours sur le même mois, Véolia publie un communiqué rassurant et atteste que la conformité de l’eau potable au regard des normes des 20 PFAS réglementées par l'Union Européenne pour plus de 99% de ses points de prélèvements sur plus de 2 400 points de prélèvement d’eau potable gérés par Veolia, desservant plus de 20 millions d’habitants ont été analysés.
En janvier 2025, L'association UFC-Que Choisir et l'ONG Générations Futures, ainsi que par le laboratoire Eurofins, publient une enquête et montrent que presque tous les Français sont exposés à ces substances toxiques via l'eau de boisson, souvent à des concentrations dépassant les seuils de qualité. Les analyses révèlent que l'acide trifluoroacétique est présent à des niveaux particulièrement élevés à Paris (6 200 ng/L) et dans d'autres villes comme Moussac (13 000 ng/L). Bien que la réglementation fixe une limite de 100 ng/L pour les métabolites de pesticides, la France a choisi de déroger à cette norme, adoptant des valeurs plus élevées. Les résultats d'Eurofins sont encore plus inquiétants, avec 61 des 63 échantillons montrant des concentrations de TFA supérieures à 100 ng/L. Les experts soulignent que la situation se détériore rapidement, avec une augmentation de la concentration de TFA dans l'environnement et le sang, liée à l'utilisation croissante de certains produits chimiques. Les associations demandent des mesures strictes, y compris l'interdiction des PFAS et des normes plus protectrices pour la santé publique. Une proposition de loi visant à restreindre l'usage des PFAS sera discutée au parlement le 20 février.

###### Ile-de-France
Des études précurseurs, à partir de 2017, ont révélé que les PFAS se bioamplifient dans les milieux aquatiques dont l'accumulation dans les sédiments et eau souterraine à l'aval de sources émettrices, établissant un lien direct entre la contamination des organismes et leur écologie trophique,[source secondaire nécessaire]. Une étude scientifique a montré que les PFAS sont présentes de manière généralisée chez les dreissènes (moule zébrée) et la chevaine, espèces sentinelles permettant de détecter la présence de ces polluants dans l'environnement parisien. Des niveaux de PFAS qui semblent plus élevés ont été observés chez ces espèces collectées sur les sites situés à l'aval de Paris et de sa couronne, illustrant l'influence de cette zone urbanisée. La détection des PFAS est prédominante après des zones urbaines, sites producteurs et les stations d'épurations. Ces mêmes éléments PFAS ont été retrouvés dans les mêmes quantités dans les matières en suspension prélevées à l'aval, confirmant leur présence généralisée dans le milieu aquatique,,[source secondaire nécessaire].

###### Rhône-Alpes
Une étude effectuée par la Direction régionale de l'Alimentation, de l'Agriculture et de la Forêt (DRAAF) en 2022 à proximité des usines de Daikin et Arkema au Sud de Lyon révèle la contamination élevée de légumes et d'œufs de poules par des PFAS. Il est recommandé aux particuliers de ne pas consommer ces produits,,. Daikin Chemical arrête l'utilisation de PFAS sur ce site en 2008 et un arrêté préfectoral contraint Arkema à faire de même d'ici fin 2024. La « Vallée de la chimie » est reconnue comme le site français le plus pollué par les PFAS,. En janvier 2024, l'ARS Auvergne-Rhône-Alpes relève des taux supérieurs, sur toute la vallée du Rhône, aux seuils de qualité et admet un lien avec la situation locale sans nommer les deux industriels. En août 2024, un juge ordonne une expertise pour évaluer la responsabilité des industriels en aval de la ville.

##### Italie
À Veneto (Italie), l'usine chimique de Miteni a contaminé l'eau potable de plus de 350 000 habitants avec du PFOA, PFOS et PFHxS.

##### Pays-Bas
À Dordrecht (Pays-Bas), l'usine DuPont/Chemours a contaminé l'air et l'eau de 750 000 personnes avec du PFOA et du GenX.

##### Suède
À Ronneby, les mousses anti-incendie d'un aéroport militaire ont contaminé l'eau potable et le sang des riverains avec plusieurs PFAS,.

##### Suisse
En septembre 2023, la RTS montre qu'une majorité de poissons pêchés en Suisse et testés est contaminée a des seuils "qu’il serait déconseillé d’en manger une fois par semaine selon l'EFSA" et "quatre [sur vingt-sept, soit 15%] poissons seraient tout simplement interdits de vente dans l’Union européenne, tant les taux de PFAS qu’ils contiennent sont élevés".
En décembre 2023, une étude de l’association des chimistes cantonaux de Suisse a montré que des PFAS étaient retrouvées dans presque la moitié des échantillons d’eau du robinet en Suisse. Les résultats sont rassurants car ils sont en-dessous des seuils recommandés sauf 5 sur 564 (soit 1%) avec un très faible dépassement à 1 ng/l. Une autre étude de l'OFSP a montré sur 789 personnes dans les cantons de Vaud et Berne, une contamination au-delà des normes en PFOS de 3.6% à partir du sang et de l'urine.
En avril 2024, des prélèvements démontrent que Genève a des zones de contaminations dans ses eaux souterraines hors eau potable. À Aire-la-Ville, la contamination des eaux souterraines dépasse 400 fois la norme de 50 ng/l.

#### États-Unis
En 2019, Robert Bilott lança une nouvelle action contre les entreprises chimiques 3M, DuPont et Chemours, une spin-off (filiale) de DuPont, accusées d'avoir sciemment dissimulé pendant plus de 20 ans les risques associés à ces substances. L'action vise à obtenir le statut de recours collectif au nom de toutes les personnes vivant aux États-Unis qui ont été exposées non seulement au Acide perfluorooctanoïque (PFOA), mais aussi à des composés apparentés connus sous le nom de PFAS, abréviation de (en)per- and polyfluoroalkyl substances. Ces produits pratiquement indestructibles s'accumulent dans le corps humain et dans l'environnement. Elles sont responsables d'une famille de risques de santé publique, notamment l'affaiblissement du système immunitaire, le dysfonctionnement du foie et des malformations congénitales.
L'usage des PFAS est questionné aux États-Unis où elles sont notamment utilisées comme additifs du plastique de nombreux contenants. Le recyclage de ces plastiques conduit à une accumulation des PFAS.
En janvier 2025, une étude publié dans la revue Proceedings of the National Academy of Sciences alerte sur une contamination de l'eau potable de plus de 20 millions d’américains au-delà des seuils réglementaires.

#### Canada
En 2007, des chercheurs canadiens ont montré à partir de prélèvements alimentaires (poisson et les fruits de mer, la viande, la volaille, les plats surgelés, la restauration rapide et le maïs soufflé au micro-ondes), collectés de 1992 à 2004 que le PFOS et le perfluorooctanoate (PFOA) ont été les plus fréquemment détectés : les concentrations variaient de 0,5 à 4,5 ng/g. L'apport alimentaire moyen en perfluorocarboxylates totaux et en PFOS pour les Canadiens a été estimé à 250 ng/jour. Bien que l'alimentation soit une source importante de contamination, elle est non suffisante par rapport à d'autres voies comme l'air, l'eau, la poussière.
Des relevés ont montrés des dépassements dans l'eau souterraine à Saguenay depuis 2011; ou encore proche des dépotoirs qui rejettent du jus de poubelle qui a percolé au travers des déchets et qui peut contaminer des sources d’eau potable, comme à Sainte-Cécile-de-Milton, en Estrie,.

### Effets sur la santé
De 2005 à 2013, trois épidémiologistes du groupe de travail C8 Science Panel mènent des études sur la santé dans la Mid-Ohio Valley. Ces travaux font suite au recours collectif intenté par les communautés de la vallée de la rivière Ohio contre DuPont. Le site de Virginie-Occidentale est accusé d'avoir déversé des eaux usées industrielles chargées en PFAS. Le groupe d'experts a mesuré les concentrations sériques de PFOA chez 69 000 personnes vivant autour de l'usine DuPont de Washington Works. Les résultats affichent une concentration moyenne de 83 ng/mL, contre 4 ng/mL dans une population standard d'Américains.
L'étude a fait état de liens probables entre une concentration sanguine élevée de PFOA et l'hypercholestérolémie, la colite ulcéreuse, les maladies thyroïdiennes, le cancer du testicule, le cancer du rein ainsi que l'hypertension et la prééclampsie induites par la grossesse,,,,.
Les PFAS peuvent également augmenter le taux de cholestérol, induire des cancers, affecter la fertilité, interférer avec le système endocrinien (système thyroïdien notamment) et le système immunitaire,,.
L'Autorité européenne de sécurité des aliments (EFSA) « considère que la diminution de la réponse du système immunitaire à la vaccination constitue l'effet le plus critique pour la santé humaine ».
Les substances per- et polyfluoroalkylées ont un impact sur les réponses immunitaires. En particulier, l'acide perfluorodécanoïque (en) (PFDA), un polluant environnemental, est impliqué dans le développement de troubles du spectre de l'autisme (TSA).

Effets comparés sur la santé d'un homme et d'une femme de l'exposition aux substances per- et polyfluoroalkylées,,,,,.

La gravité des effets sur la santé associés aux PFAS peut varier en fonction de la durée et du niveau d'exposition, ainsi que de l'état de santé. Le nombre de décès attribués aux PFAS serait estimé à plusieurs millions ces vingt dernières années.

#### Problèmes liés à la grossesse
L'exposition aux PFAS est un facteur de risque pour divers troubles hypertensifs pendant la grossesse, y compris la pré-éclampsie et l'hypertension artérielle. Il n'est pas certain que l'exposition aux PFAS soit associée à des troubles cardiovasculaires plus importants pendant la grossesse. Le lait maternel peut contenir des PFAS, qui peuvent être transférées de la mère à l'enfant par l'allaitement,.
In utero, concernant les nourrissons de sexe masculin, plus le sang de la mère enceinte a une concentration élevée en PFAS, plus le risque d'avoir un enfant de faible poids à la naissance est important (idem pour le risque de petit périmètre crânien).

#### Effets sur la fertilité
Les perturbateurs endocriniens, y compris les PFAS, seraient liés à la crise de l'infertilité masculine.
En 2023, un rapport de la Icahn School of Medicine at Mount Sinai établit un lien entre une forte exposition aux PFAS et une diminution de 40 % de la capacité d'une femme à mener à bien une grossesse, ainsi qu'une perturbation hormonale et un retard dans l'apparition de la puberté,.

#### Troubles hépatiques
Une méta-analyse des associations entre les PFAS et les biomarqueurs cliniques humains pour les lésions hépatiques, a conclu qu'il existe des preuves que les PFOA, l'acide perfluorohexanesulfonique (PFHxS) et l'acide perfluorononanoïque (PFNA) peuvent provoquer une hépatotoxicité chez l'homme.

#### Cancer
Les PFOA sont classés comme cancérogènes pour l'homme (groupe 1) par le Centre international de recherche sur le cancer (CIRC) sur la base de preuves « suffisantes » de cancer chez l'animal et de preuves « solides » chez l'homme exposé. Le CIRC a également classé les PFOS comme possiblement cancérogène pour l'homme (groupe 2b) sur la base de preuves « solides ». Cependant, il manque de données épidémiologiques de haute qualité sur les associations entre une exposition à certaines PFAS et des types de cancer spécifiques. Les recherches se poursuivent.

#### Hypercholestérolémie
Une réponse est observée chez les humains, où des concentrations élevées en PFOS sont significativement associées à une augmentation du cholestérol total et du cholestérol LDL. Cela met en évidence une réduction significative de l'expression du PPAR et indique que les voies indépendantes des PPAR prédominent sur le métabolisme lipidique chez les êtres humains par rapport aux rongeurs.

#### Colite ulcéreuse
Il est démontré que les PFOA et les PFOS modifient de manière significative les réponses immunitaires et inflammatoires chez l'homme et l'animal. En particulier, il est démontré que les IgA, les IgE (chez les femelles uniquement) et la protéine C-réactive diminuent, tandis que les anticorps antinucléaires augmentent à mesure que les concentrations sériques de PFOA augmentent. Ces variations de cytokines perturbent la réponse immunitaire et peuvent être la cause de maladies auto-immunes. L'une de ces perturbations se caractérise par une évolution vers des macrophages M2 anti-inflammatoires ou des lymphocytes T auxiliaires (TH2) dans le tissu épithélial intestinal. Cela induit une prolifération de bactéries sulfato-réductrices. Il en résulte des niveaux élevés de sulfure d'hydrogène, qui réduisent la bêta-oxydation et la production de nutriments, entraînant une rupture de la barrière épithéliale du côlon.

#### Effets sur la thyroïde
L'hypothyroïdie est l'anomalie thyroïdienne la plus couramment associée à l'exposition aux PFAS. Il a été démontré que les PFAS diminuent la thyroïde peroxydase, ce qui entraîne une baisse de la production et de l'activation des hormones thyroïdiennes in vivo. D'autres conséquences proposées incluent des altérations de la signalisation, du métabolisme et de l'excrétion des hormones thyroïdiennes, ainsi que de la fonction des récepteurs nucléaires.

#### Effets cocktail
L'interaction entre les microplastiques et les PFAS pourraient entraîner des dommages aggravés. Une étude anglaise a montré sur une espèce sentinelle Daphnia magna des taux de naissance plus faibles et des problèmes de développement, comme un retard de la maturité sexuelle et un ralentissement de la croissance.

## Réactions politiques et sociales

### Réactions dans le monde

#### France

##### Réactions de l’État Français
En janvier 2023, le gouvernement définit un plan d'action et soutient le projet déposé par l'Allemagne, le Danemark, les Pays-Bas, la Suède et la Norvège,. En juillet 2024, le Haut Conseil de la Santé Publique recommande au ministère de la Santé d’ajouter une limite de qualité supplémentaire à 0,02 μg/l (20 ng/l) relative à la somme des 4 PFAS jugé les plus préoccupants (PFOA, PFOS, PFHxS, PFNA).

##### Plan interministériel
L'été 2023, le député (Modem) du Rhône Cyrille Isaac-Sibille, est missionné par le gouvernement pour produire un rapport sur les PFAS (notamment responsables d'une contamination « éternelle » de la vallée du Rhône où en 2024, 150 000 habitants reçoivent une eau « non-conforme »). Le député remet un rapport au ministre de l'Écologie du Gouvernement Attal, le 4 janvier 2024. Le rapporteur promeut une avancée de la science sur le sujet des PFAS, d'en établir la liste exhaustive, dont pour évaluer leur niveau de toxicité et fixer règlementairement des seuils à ne pas dépasser dans les différents milieux. Le rapport contient 18 préconisations et appelle à « agir urgemment » pour faire cesser les rejets industriels de PFAS, sans attendre de restriction européenne ; recenser l'intégralité des sites pollués ; contrôler les PFAS dans tous les milieux : eaux de surface et eaux profondes, sols des jardins, des écoles, des crèches, des stades autour des sites industriels, air intérieur et atmosphère et dans les denrées alimentaires ; créer un fonds PFAS alimenté par l'industrie sur le principe du « pollueur payeur » pour financer la dépollution (« le coût total du traitement des eaux potables et usées pour (les) éliminer a été estimé à 238 milliards d'euros par an dans l'Union européenne »). Le député repousse à 2026 ou 2027 de nouvelles règlementations pour les industriels, pour la dépollution.
Les recommandations du député Cyrille Isaac-Sibille ont été prises en compte lors de l'élaboration du plan d'action interministériel PFAS comportant 5 axes, 26 actions, 55 sous actions articulé selon 5 axes le 17 janvier 2023 ,, :
- Acquérir des connaissances sur les méthodes de mesures des émissions, sur la dissémination et les expositions
- Améliorer, renforcer la surveillance et mobiliser les données qui en sont issues pour agir réduction des risques liés à l ‘exposition aux PFAS
- Réduire les risques liés à l’exposition aux PFAS - Restreindre largement la présence des PFAS dans les produits pour réduire les risques
- Innover en associant les acteurs économiques et soutenir la recherche
- Informer pour mieux agir

Le pilotage de la mise en œuvre de chacune des actions du plan d'action interministériel (gouvernance DGPR et DGS) sur les PFAS est attribué à un ou plusieurs ministères (santé, écologie, industrie, consommation, recherche, agriculture, intérieur, armées, etc.), plusieurs opérateurs (INERIS, BRGM, Ifremer etc.) et plusieurs agences (Anses, SpF, Ademe, OFB, Agences de l'eau, etc.). Chaque pilote d’actions est précisé dans le plan.
Il est prévu une inspection des boues des stations d’épuration des ICPE et qui sont épandues comme matière fertilisante dans le cadre d’un plan d’épandage.

##### Réactions politiques
En avril 2023, le député Nicolas Thierry estime que le plan d'action du gouvernement est une « diversion » ; il dépose une proposition de loi interdisant dès 2025 les produits contenant des PFAS lorsqu'une alternative existe, avant une interdiction totale en 2027.

##### Réactions des organismes professionnels
En mai 2023, l'association nationale des collectivités pour la maîtrise des pollutions et risques industriels (AMARIS) s’inquiète des mesures portées par l'Etat français jugées faibles. Elle souhaiterait notamment étendre les mesures aux sites moins émetteurs de PFAS, un suivi dans la durée et un accès aux données.
En juin 2023, le PFOA, PFNA et PFOS ont été retrouvés dans les cheveux de quatorze élus volontaires. Toujours au même mois, Office parlementaire d'évaluation des choix scientifiques et technologiques du Sénat a lancé une première audition publique autour des micropolluants en particulier les PFAS,. Par ailleurs, Gilbert-Luc Devinaz interpelle Elisabeth Borne sur la situation problématique en Auvergne-Rhône-Alpes et regrette le manque de mesures coercitives.
En mai 2024, des analyses en laboratoire ont révélé la présence de PFOA dans les cheveux des pompiers. Le syndicat professionnel des pompiers exprime des préoccupations concernant les risques de maladies professionnelles et sollicite leur reconnaissance par l’État français. Aussi, en lien avec les enjeux des pesticides et des sécheresses, la fédération des collectivités territoriales sur l'environnement (FNCCR) porte une protection des captages d'eau et une transition agroécologique.
En août 2024, les collectivités gestionnaires de l’eau et des déchets réunies au sein d’Amorce, qui soutient la démarche de réglementation des PFAS, s’inquiètent néanmoins de la fixation de normes établies dans la précipitation et d’un coût de dépollution de centaines de millions d’euros qui reviendraient à la charge des contribuables locaux et des usagers de ces services publics, et non des véritables pollueurs.

##### Réactions sociales
Le 30 octobre 2023, 34 communes, 35 personnes et 7 associations de pêcheurs originaires de territoires situés autour du fleuve du Rhône déposent plainte contre les entreprises Arkema et Daikin pour « mise en danger de la vie d'autrui », « écocide », « pollution des eaux » et atteinte au règlement de l'Union européenne sur les substances chimiques,.
En avril 2024, des salariés de l'entreprise Seb ont manifesté devant le parlement pour demander le retrait de la proposition de loi de Nicolas Thierry inquiet pour le devenir de l'entreprise utilisant du Téflon. Par ailleurs, un collectif de chercheurs et de vulgarisateurs alerte sur les enjeux des PFAS.
En octobre 2024, près de 400 personnes ont manifesté dans le Gard contre la fermeture annoncée de l'usine Solvay de Salindres. Unique site chimique européen pour sa spécialité, il avait été accablé par des révélations de rejets de polluants éternels.

#### Plaintes de collectivités
La Métropole de Lyon, en coopération avec la Régie Eau publique du Grand Lyon et le Syndicat Mixte d’eau potable Rhône-Sud a porté plainte contre les entreprises Arkema et Daikin à propos de leurs émissions de PFAS. En août 2024, la justice a lancé une expertise indépendante sur le territoire de la Métropole de Lyon.
Eau de Paris invoque le principe pollueur-payeur et porte plainte contre X pour pollution des réseaux d'adduction d'eau potable, abandon de déchets et dégradation substantielle de l'environnement, à la suite de la détection de PFAS dans l'eau distribuée (6 présents parmi les 20 PFAS concernées par la Directive Eau potable, chacun sous les seuils réglementaires (0,1 µg/L), plus du TFA (une PFAS à chaîne courte, avec un taux moyen de 2,09 µg/L, sans seuil légal en France.
En attendant le rendu de l'expertise de l'Anses et un avis de l'OMS en 2005, le ministère de la Santé retient début 2005 une valeur sanitaire indicative de 60 µg/L, tout en visant moins de 10 µg/L.

#### États-Unis
En juin 2023, Les groupes chimiques américains Chemours, DuPont de Nemours et Corteva ont conclu un accord pour le versement de près de 1,2 milliard de dollars afin d'éviter des poursuites pour la contamination de l'eau potable à travers les États-Unis.

### Lobbying de l'industrie chimique
Une campagne de lobbying est menée par l'industrie chimique et d'autres secteurs industriels pour s'opposer à un projet d'interdiction européenne des PFAS. Une enquête collaborative du "Forever Lobbying Project" a été menée par 46 journalistes, s'appuie sur plus de 14 000 documents inédits et le soutien d'experts internationaux.
En février 2023, l'annonce d'un projet européen d'interdiction des PFAS a déclenché une intense campagne de lobbying et de désinformation de la part du Cefic, des fabricants de PFAS et du lobby du plastique.
Le 20 février 2024, 73 PDG de 17 secteurs, principalement de l'industrie chimique, se réunissent pour signer la déclaration d'Anvers pour un pacte industriel européen. Cette opération est orchestrée par Marco Mensink, le directeur du Cefic, dans le but de faire pression sur les décideurs politiques à trois mois des élections européennes.
Malgré les efforts de cinq pays européens (Allemagne, Danemark, Norvège, Pays-Bas, Suède) pour développer une "restriction universelle" des PFAS dans le cadre du règlement REACH, l'industrie a mené une campagne de lobbying massive pour retarder et affaiblir ce projet.
Les lobbyistes ont inondé l'Agence européenne des produits chimiques (ECHA) de plus de 5 600 commentaires, submergeant les fonctionnaires. Ils ont aussi ciblé les décideurs politiques, notamment en Allemagne où le gouvernement semble avoir cédé aux pressions de l'industrie chimique.
Malgré les efforts des agences pour maintenir le projet de restriction, l'ECHA a finalement évoqué des "options alternatives" qui permettraient de préserver la production de certaines PFAS, notamment les fluoropolymères, sous prétexte d'éviter des "conséquences socio-économiques disproportionnées".

#### Limitation de la révision de la réglementation REACH
Afin de garantir la « compétitivité durable » de l’industrie chimique européenne, la lettre de mission adressée à Jessika Roswall en septembre 2024 demande à cette dernière de simplifier le réglement européen REACH, sans cesse repoussé, et d’apporter des éclaircissements sur les PFAS. Les membres de la commission ENVI du Parlement européen ont exhorté l'actuel commissaire chargé du Pacte vert pour l'Europe, Maroš Šefčovič, à réviser le règlement REACH lors de son audition de confirmation en 2023.
Les parties prenantes, y compris l'industrie et les groupes de pression, reconnaissent la nécessité d'une révision du REACH, mais pour des raisons différentes. L'association industrielle Cefic a appelé à une «révision ciblée et efficace», demandant des limitations sur les «interdictions génériques», craignant qu'elles ne soient utilisées de manière excessive. Des groupes environnementaux tels que le Bureau européen de l'environnement (EEB) préconisent un système plus efficace accélérant l'interdiction des substances chimiques individuelles nocives et réglementant les groupes de substances chimiques de manière collective. En octobre 2024, les commissaires Jessika Roswall et Stéphane Séjourné souhaitent l'interdiction des PFAS dans les produits de consommation (cosmétiques, emballages alimentaires et vêtements d'extérieur) sans affecter l'industrie s'il n'existe pas d'alternatives. Ils ajoutent la nécessité de développer des matières de substitutions. L'audition en novembre 2024, n'a pas permis d'apporter un calendrier pour l’interdiction des PFAS.

## Réglementation
Les PFAS, nombreuses, et présentes dans la vie quotidienne sont difficilement analysables d'un point de vue sanitaire. La difficulté est d’identifier ou de distinguer celles qui présentent des caractéristiques de danger les plus préoccupantes. Les actions de gestion des PFAS doivent donc se faire sur le groupe entier nécessitant malgré tout une meilleure évaluation physicochimique et toxicologique.

### Monde

#### Convention de Stockholm
La convention de Stockholm est un accord international visant à encadrer certains polluants organiques persistants, réglemente plusieurs composés de la famille des PFAS. En 2009, l'acide perfluorooctanesulfonique (PFOS), ses sels et le fluorure de perfluorooctanesulfonyle ont été classés parmi les polluants organiques persistants (POPs), dans le cadre de la Convention de Stockholm sur les polluants organiques persistants, sur la liste des polluants organiques persistants en raison de leur nature omniprésente, persistante, bioaccumulative et toxique,,,.
Leur production a été réglementée ou supprimée par des fabricants tels que 3M, DuPont, Daikin et Miteni aux États-Unis, au Japon et en Europe. Des fabricants ont en 2019, en réaction à l'ajout d'un amendement à la Convention de Stockholm sur les polluants organiques persistants, remplacé le SPFO et l'APFO par des PFAS à chaîne courte, tels que l'acide perfluorohexanoïque (PFHxA), l'acide perfluorobutanesulfonique et le perfluorobutanesulfonate (PFBS).
Une liste d’usages spécifiques peuvent être acceptés : photo-imagerie, certains revêtements photorésistants et antireflet, agent de gravure pour semi-conducteurs composés et céramiques filtres, fluides hydrauliques pour l'aviation, placage métallique dans les systèmes en boucle fermée, certains dispositifs médicaux, mousse anti-incendie, certains appâts à insectes. Le PFOA est interdit à l’import, l’export, à la production et à l’utilisation, sauf exemptions particulières, depuis 2020.
L'APFO, ses sels et les composés apparentés ont été inscrit en 2019, l'acide perfluorohexane sulfonique (PFHxS), ses sels et les composés apparentés en 2022.

#### Agences mondiales
La Fédération Internationale de Ski a interdit le fart fluoré à partir de 2020. En particulier, en novembre 2023, les biathlètes pour la Coupe du Monde à Ostersund en Suède avait l'interdiction d'utiliser du fluor pour le fartage de leurs skis.

### États-Unis
En 2016, l'Agence de protection de l'environnement des États-Unis (EPA) fixe une limite non obligatoire de 70 ppt (70 ng/L) pour le PFOS et le PFOA,. 
En 2022, cette limite est abaissée à 0,02 ppt (0,02 ng/L) pour le PFOS et à 0,004 ppt (0,004 ng/L) pour le PFOA,.
Pour 5 molécules; les limites de qualités sur plus basse par rapport aux seuils de l'Union Européenne :
- PFOA et PFOS :4 ng/l
- PFNA, PFHxS et HFPO-DA (GenX chemicals) : 10 ng/l

et pour les mélanges de PFHxS, GenX Chemicals, PFNA et PFBS un index de dangerosité

### Canada
Le Canada n'a pas réussi à légiférer sur l'ensemble de la famille des PFAS,.
Dans un nouveau règlement, le ministère de l'Environnement québécois veut ajouter des seuils maximaux pour 13 de ces PFAS dans les boues d'épuration. Le Québec souhaite que ce nouveau règlement entre en vigueur le 1er novembre 2025.

### Union européenne
L'Europe est fortement touchée par cette pollution (à titre d'exemple : selon l'ECHA, en 2020, de 140 000 à 310 000 tonnes de PFAS auraient été introduites dans l'Union européenne).

#### Suivi des PFAS
La directive laisse aux états membres de l’UE le choix entre deux paramètres : « Somme des PFAS » et « Total PFAS ».
- Somme des PFAS : Le premier concerne la somme des concentrations des 20 PFAS reconnues comme préoccupantes et la limite de qualité vaut 0,1μg/l (soit 100 ng/l).
- Total PFAS : Le second comprend tous les PFAS et la limite de qualité vaut 0,5μg/l (soit 500 ng/l)

La liste des 20 PFAS suivies par la règlementation européenne est :
- Acide perfluorobutanoïque (PFBA)
- Acide perfluoropentanoïque (PFPeA)
- Acide perfluorohexanoïque (PFHxA)
- Acide perfluoroheptanoïque (PFHpA)
- Acide perfluoroctanoïque (PFOA)
- Acide perfluorononanoïque (PFNA)
- Acide perfluorodécanoïque (PFDA)
- Acide perfluoroundécanoïque (PFUnDA)
- Acide perfluorododécanoïque (PFDoDA)
- Acide perfluorotridécanoïque (PFTrDA)
- Acide perfluorobutanesulfonique (PFBS)
- Acide perfluoropentanesulfonique (PFPeS)
- Acide perfluorohexane sulfonique (PFHxS)
- Acide perfluoroheptane sulfonique (PFHpS)
- Acide perfluorooctane sulfonique (PFOS)
- Acide perfluorononane sulfonique (PFNS)
- Acide perfluorodécane sulfonique (PFDS)
- Acide perfluoroundécane sulfonique (PFUnDS)
- Acide perfluorododécane sulfonique (PFDoDS)
- Acide perfluorotridécane sulfonique (PFTrDS)Il s'agit d'un sous-ensemble des substances alkylés per et polyfluorés, qui contiennent un groupement de substances perfluoroalkylées comportant trois atomes de carbone ou plus (à savoir,-CnF2n-, n ≥ 3) ou un groupement de perfluoroalkyléthers comportant deux atomes de carbone ou plus (à savoir,-CnF2nOCmF2m −, n et m ≥ 1[216]).

En 2020, l'Autorité européenne de sécurité des aliments (EFSA) propose une limite maximale admissible de 4,4 ng/kg de poids corporel pour la somme des PFOA, PFNA, PFHxS et PFOS.
La surveillance des PFAS ne doit être systématisée qu’à partir du 1er janvier 2026.

#### Fabrication des PFAS
Le règlement délégué (UE) 2020/784 de la commission du 8 avril 2020 modifiant l’annexe I du règlement (UE) 2019/1021 du Parlement européen et du Conseil, dit règlement POP est entré en vigueur au 4 juillet 2020. Par dérogation spécifique, le point 6 de l'annexe dudit règlement dispose que l'interdiction de l'utilisation de l’acide perfluorooctanoïque (PFOA), ses sels et les composés apparentés au PFOA, entre en vigueur au 4 juillet 2025. Aussi, ce règlement interdit de fabriquer, détenir ou utiliser des émulseurs dont le taux de PFOA est supérieur à 25 ppb. Cette interdiction ne concerne pas à ce jour les émulseurs contenant des composés fluorés à chaîne carbonée courte (PFHxA – acide perfluorohexanoïque également appelé C6) qui risquent pourtant d’être impactés par une interdiction similaire à terme.

#### Eaux de consommation dont eau potable
À partir du 2 janvier 2026, la Directive de l'Union européenne 2020/2184 du 16 décembre 2020 impose aux États membres de fournir une eau potable respectant des valeurs maximum concernant, entre autres parmi 34 substances ou catégories mentionnées, le bisphénol A (2,5 µg/L), les chlorates (0,25 mg/L), les chlorites (0,25 mg/L), les acides haloacétiques (60 μg/L), la microcystine-LR (1,0 μg/L), les nitrates (50 mg/L), les nitrites (0,50 mg/L), chaque pesticide (0,10 μg/L), la somme des pesticides (0,50 μg/L), le total des PFAS (0,50 µg/L), la somme des vingt PFAS considérées comme préoccupantes (0,10 µg/L), les cyanures (50 μg/L), le cadmium (5,0 μg/L), le chrome (25 μg/L), le cuivre (2,0 mg/L), le plomb (5,0 μg/L), le mercure (1,0 μg/L), le nickel (20 μg/L), le sélénium (20 μg/L) et l'uranium (30 µg/L). Les fournisseurs d'eau doivent également vérifier les concentrations de ces substances à partir de la même date.

#### Denrées alimentaires
Depuis le 1er janvier 2023, le règlement européen 2023/915 définit des seuils acceptables de quatre familles de PFAS (PFOS, PFOA, PFNA, PFHxS) dans certaines denrées alimentaires d’origine animale (poissons, mollusques, crustacés, œufs, viande et abats d’animaux de boucherie, de volailles et de gibier) dans le cadre de la mise sur le marché de ces denrées. En cas de non-conformité, les produits ne peuvent être proposés à la vente. En revanche, il n’existe pas de valeurs limites pour les denrées autoproduites par des particuliers.
De plus, la Commission européenne a émis des recommandations ((UE) 2022/1431 et (UE) 2022/1428) pour que les États membres surveillent la teneur en plusieurs PFAS dans les denrées alimentaires au cours des années 2022 à 2025.

#### Restriction de l'utilisation d'un sous-groupe de substances PFAS par la Commission Européenne
La Commission a adopté en 2024 de nouvelles mesures au titre du règlement REACH afin de protéger la santé humaine et l'environnement en restreignant l'utilisation de l'acide undécafluorohexanoïque (PFHxA) et des substances apparentées au PFHxA. Ces sous-groupes de substances per- et polyfluoroalkylées (PFAS) sont très persistants et mobiles dans le milieu aquatique, et leur utilisation dans certains produits présente un risque inacceptable pour la santé humaine et l'environnement.
La restriction concernant le PFHxA, adoptée le 19 septembre 2024 par le règlement (UE) n°2024/2462 modifiant l’annexe XVII du règlement (CE) n° 1907/2006 du Parlement européen et du Conseil, est axée sur les utilisations pour lesquelles :
- le risque n'est pas valablement contrôlé
- des solutions de remplacement sont disponibles
- les coûts socio-économiques seront limités par rapport aux avantages pour la santé humaine et l'environnement.

Du fait de cette restriction, la vente et l'utilisation du PFHxA seront interdites dans les textiles grand public, tels que les vestes de pluie, dans les emballages alimentaires, comme les boîtes à pizza, dans les mélanges grand public tels que les sprays imperméabilisants, dans les cosmétiques comme les produits de soins de la peau, et dans certaines applications de mousses anti-incendie, par exemple pour l'entraînement et les essais, sans pour autant compromettre la sécurité. D'autres applications du PFHxA, par exemple dans les semi-conducteurs, les batteries ou les piles à combustible pour l'hydrogène d'origine renouvelable, ne sont pas concernées.
Cette restriction constitue une avancée importante dans la réduction des émissions de PFAS, étant donné que le PFHxA est souvent utilisé pour remplacer une autre PFAS déjà interdite (l'acide perfluorooctanoïque, ou PFOA). Elle repose sur l'évaluation scientifique effectuée par les comités de l'ECHA et a passé avec succès le contrôle du Parlement européen et du Conseil.

#### Future interdiction des PFAS en Europe
En 2019, le Conseil de l'Europe demande à la Commission européenne d'élaborer un plan d'action pour éliminer toutes les utilisations non essentielles des PFAS en raison des preuves croissantes d'effets néfastes causés par l'exposition à ces substances, des preuves de la présence généralisée de PFAS dans l'eau, le sol, les articles et les déchets et la menace que cela peut représenter pour l'eau potable.
À l'initiative de l'Allemagne et des Pays-Bas, ces pays, ainsi que le Danemark, la Norvège et la Suède, ont soumis une proposition dite de restriction basée sur le règlement Enregistrement, évaluation et autorisation des produits chimiques (REACH) pour obtenir une interdiction européenne de la production, de l'utilisation, de la vente et de l'importation de PFAS. La proposition stipule qu'une interdiction est nécessaire pour toute utilisation de PFAS, avec des délais différents de prise d'effet pour différentes applications (immédiatement après l'entrée en vigueur de la restriction, cinq ans après ou douze ans après), selon la fonction et la disponibilité d'alternatives. La proposition n'a pas évalué l'utilisation des PFAS dans les médicaments, les produits phytosanitaires et les biocides, car des réglementations spécifiques s'appliquent à ces substances (ex. : Règlement relatif aux produits biocides, directive 91/414/CEE du Conseil, du 15 juillet 1991, concernant la mise sur le marché des produits phytopharmaceutiques) dont la procédure d'autorisation de mise sur le marché (AMM) est supposée tenir compte des risques connus ou suspectés pour la santé et l'environnement (et en outre, le principe de précaution figure depuis 1992 dans le Traité de Maastricht,)

« La politique de la Communauté […] vise un niveau de protection élevé […]. Elle est fondée sur le principe de précaution et d'action préventive, sur le principe de correction, par priorité à la source, des atteintes à l'environnement et sur le Principe pollueur-payeur. »

La proposition est soumise le 13 janvier 2023 et publiée par l'Agence européenne des produits chimiques (ECHA) le 7 février de la même année. Du 22 mars au 21 septembre 2023, les citoyens, entreprises et autres organisations peuvent soumettre leurs vues sur la proposition lors d'une consultation publique. Sur la base des informations contenues dans la proposition de restriction et de la consultation, deux comités de l'ECHA donnent un avis respectivement sur le risque et sur les aspects socio-économiques de la restriction proposée. Dans l'année suivant la publication, les avis sont envoyés à la Commission Européenne, qui fait ensuite une proposition finale qui est soumise aux États membres de l'UE pour discussion et décision. Dix-huit mois après la publication de la décision de restriction, l'interdiction entrera en vigueur. La restriction définitive pourrait bien entendu différer de la proposition.

#### Danemark
En juin 2021, sur base de l'avis de l'EFSA, le Danemark fixe des limites pour les PFAS totales (100 ng/L) et la somme des PFOA, PFOS, PFNA et PFHxS (2 ng/L) dans l'eau potable,. Le Danemark a interdit les PFAS dans les emballages alimentaires.

#### Suède
Les seuils de qualité en Suède sont les plus basses de l'Union Européenne de 4 ng/l pour le PFOA, PFNA, PFOS and PFHxS et 100 ng/l pour les 20 PFAS suivies par l'Union Européenne.

#### France

##### Surveillance des PFAS
Trois réglementations sont à noter :
- L'arrêté du 25/01/2010 sur la surveillance des masses d'eau[232];
- La France a choisi d'appliquer le paramètre "Somme des PFAS" dont les limites de qualité sont entrées en vigeur le 12 janvier 2023[233].
- Un nouvel arrêté du 20 juin 2023 vise à faire un état des lieux des rejets aqueux de certaines ICPE[234] :
  - L'exploitant doit établir la liste des substances PFAS utilisées, produites, traitées ou rejetées, ainsi que celles produites par dégradation
  - Une campagne d'analyse mensuelle sur 3 mois est requise, avec quantification des 20 substances de la directive EDCH
  - Une surveillance pérenne sera ensuite mise en place si certains seuils sont dépassés (5 µg/L pour le total PFAS, 1 µg/L pour les 20 substances de la directive et 1 µg/L pour les autres PFAS)

##### Interdiction d'usage et limitation des PFAS
L'article 32-4 de l'arrêté du 2/2/98 fixant une limite de 25 µg/L pour les PFOS et dérivés.
En mai 2023, David Taupiac dépose une proposition de loi pour limiter la contamination par les PFAS. Il prévoit l'interdiction des emballages alimentaires contenant des PFAS, un rapport du Gouvernement sur l’effectivité des mesures mises en place pour limiter la concentration des substances chimiques dans les effluents industriels et dans les milieux naturels. Cependant, la loi perd en ambition car la réglementation des rejets de PFAS des ICPE est décalé de 2024 à 2026 car la majorité présidentielle estime que l'on manque de données pour voter en sa faveur,.
En 2024, l'Assemblée nationale vote une loi plus ambitieuse interdisant les PFAS au 1er janvier 2026 dans les vêtements et les cosmétiques par le député Nicolas Thierry a déposé cette proposition.
La proposition de loi, telle qu'adoptée définitivement le 20 janvier 2025 et signée le 27 février par Emmanuel Macron, prévoit :
- d'interdire à partir du 1er janvier 2026 la fabrication, l’importation, l’exportation et la mise sur le marché des produits suivants contenant des PFAS : cosmétiques / farts de ski / textiles d’habillement (sont exceptés les textiles professionnels du type vêtements de protection, comme ceux des militaires ou des pompiers).

- d'interdire à partir de 2030, la fabrication, l’importation, l’exportation et la mise sur le marché de tout produit textile contenant des PFAS
- la définition d’une trajectoire française de réduction des rejets aqueux de PFAS des ICPE
- Les contrôles sanitaires de l'eau potable devront inclure les PFAS
- la mise en place d’une redevance due par les ICPE rejetant des PFAS dans leurs effluents liquides, et les industriels, qui devront progressivement éliminer l'utilisation de ces composants, une taxe sur le principe pollueur-payeur, de 100 euros par gramme de PFAS rejeté[242].

Toutefois, les valeurs limites concernant les interdictions doivent encore être publiées par voie réglementaire pour qu'elles soient applicables à partir du 1er janvier 2026.
Le lobbying de SEB permet d'exclure les ustensiles de cuisine du texte de loi. En effet, d'autres produits étaient visés par l'interdiction dans le texte initial. Les emballages alimentaires en ont été retirés car le secteur va être intégré à un règlement européen qui doit être très prochainement adopté sur les emballages et les déchets d’emballage. Les ustensiles de cuisine (casseroles, poêles…) ont également été exclus par amendement afin de « laisser le temps nécessaire » aux industries françaises « pour leur permettre de trouver des alternatives satisfaisantes ».
La généralisation de l’interdiction à tous les produits contenant des PFAS à partir de 2027 a de même été supprimée dans la perspective de l'aboutissement du projet d’interdiction européenne des PFAS. Ce projet a été soumis à l’Agence européenne des produits chimiques par 5 pays (Allemagne, Danemark, Norvège, Pays-Bas et Suède) en 2023 dans le cadre du règlement de 2006 dit « REACH » sur les substances chimiques.

## Dépollution
Les eaux de pluie contenant des PFAS se retrouvent dans les rivières, fleuves, barrages hydrauliques ou nappes phréatiques avant les captages ou pompages. Les eaux captées ou pompées doivent subir des traitements de potabilisation.

### Coûts de la dépollution
La contamination de l'eau potable pose des défis majeurs pour les collectivités, qui doivent faire face à des coûts de dépollution considérables, estimés à 12 milliards d'euros par an en France si le TFA est réglementé. Un scénario de décontamination estime entre 95 et 2000 milliards d'euros à l'échelle européennes. Les élus locaux expriment leur inquiétude face à l'absence de réglementation spécifique pour le TFA, qui pourrait entraîner des difficultés pour la distribution d'eau potable conforme. Les solutions actuelles, comme le traitement par charbon actif, ne sont pas efficaces contre le TFA, et les technologies alternatives, comme l'osmose inverse, sont financièrement inaccessibles pour de nombreuses communes. Les collectivités se sentent démunies face à cette crise environnementale, et les coûts de dépollution risquent d'être répercutés sur les consommateurs, exacerbant les inégalités, notamment dans les zones rurales.
Les coûts sanitaires ont été évalués entre 52 et 84 milliards d'euros pour les seuls pays de l'Espace économique européen. Les coûts annuels cumulés du dépistage environnemental, de la surveillance en cas de contamination, du traitement de l'eau, de la dépollution des sols et de l'évaluation sanitaire donnent lieu à des versions différentes selon les modes de calcul, puisqu'ils seraient compris entre 821 millions d'euros et 170 milliards d'euros dans l'EEE Suisse incluse. Pour les sols, des pistes de recherche, notamment basées sur le biochar magnétique, sont à l'étude.

### Prétraitement
De nombreuses techniques typiques de purification de l'eau ne sont pas capables d'éliminer les PFAS : biodégradation, filtration micronique, filtration sur sable, ultrafiltration, coagulation, floculation, clarification et oxydation par la lumière ultraviolette, hypochlorite, dioxyde de chlore, chloramine, ozone ou permanganate.

### Détection des PFAS
Deux starts-up ont développé un capteur miniature portable pour mesurer rapidement sur le terrain des traces de polluants éternels, en dessous du seuil fixé par l’Union Européenne.

### Élimination des PFAS
En 2024, elle passe par une combinaison de traitements supplémentaires qui ne sont pas appropriés à traiter de très grande quantité d'eau, de sol ou de sédiment : adsorption au charbon, échange d'ions, nanofiltration et/ou osmose inverse. Dans l'eau, l'adsorption au charbon activé et l'échange d'ions permettent chacun d'éliminer jusqu'à 100 % des PFAS, la nanofiltration et l'osmose inverse permettent quant à eux d'éliminer chacun plus de 90 % des PFAS. Les PFAS ne sont pas détruites, mais déplacées.
Concernant les résidus du traitement contenant ces PFAS, leur élimination se fait classiquement par incinération à haute température, une technique adaptée et rendue obligatoire dans l'UE par le « règlement européen POP » CE no 850/2004 (polluants organiques persistants).
La recherche explore d'autres pistes de destruction des PFAS, basées sur le traitement électrochimique de l'eau, avec une technologie à ce jour consommatrice d'énergie, et nécessitant d'améliorer les électrodes utilisées, mais avec l'espoir d'une méthode ne nécessitant pas de réactifs chimiques, et ne générant pas de déchets résiduels intermédiaires ou finaux problématiques ;
- méthode de radiolyse, c'est-à-dire décomposition des PFAS par un rayonnement très énergétique (radioactivité) en présence d'un catalyseur (sulfite par exemple), mais la méthode ne semble adaptée qu'aux petites molécules[232] ;
- méthodes basée sur des électrodes nanostructurées, par exemple en éponge de graphène, « le premier matériau d’anode dont l’inertie électrochimique au chlorure a été démontrée et qui peut encore dégrader les PFAS » (et d'autres micropolluants organiques persistants et toxiques), étudiées par le projet GRAPHEC[254], financé par l'Union européenne[235] ;
- oxydation électrochimique au moyen d'électrodes[255] en graphène dopé au bore[256], en diamant dopé au bore[257] (BDD en anglais) ;
- utilisation de diamants, proposé par Element Six (filiale du diamantaire De Beers, spécialisée dans les diamants synthétiques), et Lummus Technology pour doper les électrodes l’électro-oxydation et permettre des densités de courant plus élevées[234].
- sorbant magnétique à base de polymère fluoré. Elle enrobe les molécules de PFAS. Cela les rend magnétiques, de sorte qu’il est relativement simple d’utiliser un aimant pour attirer les polluants et les séparer de l’eau[258].
- approche mécanochimique en présence de phosphate de potassium. L’ion phosphate agit comme un nucléophile, et libère le fluor de la chaîne carbonée du PFAS sous la forme d’ion fluorure ou fluorophosphate[259].

Des équipes de l'Université des sciences et technologies de Chine et de l’Université d’État du Colorado, propose une approche photocatalytique : les liaisons C-F sont brisées à faible température par l'action de la lumière en présence d'un photocatalyseur organique (tels que les fluoroarènes),. La plateforme expérimentale reste toutefois limitée en termes de capacité de taille des molécules traitées.
En septembre 2024, la première installation pilote du Royaume-Uni destinée à évaluer l'impact de différentes combinaisons de technologies pour l'élimination des micropolluants des eaux usées entrera en service à l'université de Cranfield. Des technologies telles que l'ozone, le procédé d'oxydation avancée (AOP), le charbon actif granulaire (CAG), les ultraviolets (UV) et les nanobulles seront utilisées dans diverses combinaisons pour éliminer des substances telles que les produits pharmaceutiques et antibiotiques courants, les détergents de nettoyage, les PFAS (également connues sous le nom de « forever chemicals »), les microplastiques, les hormones stéroïdiennes et les pesticides.

### Sites de publications de données
Auvergne-Rhône-Alpes :
Février 2025, 10% de non-conformité parmi 160 sites industriels contrôlés potentiellement dû à l’eau d’alimentation des process contaminée.
Centre-Val de Loire :
En janvier 2025, cinq sites présentent une eau distribuée non conforme.

#### Chimie des PFAS
- Tensioactif

#### Exemples de PFAS
Quelques tensioactifs fluorés :
- acide perfluorooctanoïque (PFOA, pour perfluorooctanoic acid) ;
- perfluorooctanesulfonate (SPFO, pour perfluorooctane sulfonate) ;
- perfluorooctanesulfonamide (PFOSA, pour perfluorooctanesulfonamide) ;
- acide perfluoroheptanoïque (PFHpA, pour perfluoroheptanoic acid) ;
- acide perfluorononanoïque (PFNA, pour perfluorononanoic acid) ;
- acide perfluorodécanoïque (PFDA, pour perfluorodecanoic acid) ;
- acide perfluorobutanesulfonique (PFBS, pour perfluorobutane sulfonic acid) ;
- acide perfluorohexanesulfonique (PFHxS, pour perfluorohexane sulfonic acid) ;
- acide heptafluorobutyrique (HFBA, pour heptafluorobutyric acid).
- polytétrafluoroéthylène (PTFE)

#### Entreprises et produits contenants des PFAS
- Arkema, Daikin, Teflon

#### Qualité de l'eau
- État écologique des masses d'eaux, Directive-cadre sur l'eau, Eau potable

### Filmographie
- Todd Haynes, Dark Waters, 2019, Récit inspiré de la découverte du scandale de la pollution éternelle et du combat de Robert Bilott autour de l’usine DuPont de Nemours de Parkersburg (Virginie-Occidentale, États-Unis) à la fin des années 1990
- Emmanuel Morimont, « Solvay et les PFAS : la pollution invisible - Investigation » [vidéo], 7 septembre 2022 (consulté le 30 septembre 2022)

#### Enquêtes journalistiques
- Peur sur la glisse, L'Equipe, novembre 2023 : la cellule investigation du journal l'Equipe publie une longue enquête sur la contamination des employés dans le domaine du fartage fluorées des skis et l'environnement.
- Enquête européenne du "Forever Lobbying Project" , Pulitzer Center
- Enquête canadienne sur les boues d'épandages, Carine Monet

#### Dans les mousses anti-incendies
- Liste des PFAS dans les mousses anti-incendies, BRGM
- Certains types de mousses anti-incendie tels que les mousses filmogènes aqueuses ou émulseurs sans fluor (aqueous film forming foam - AFFF) contiennent des substances poly et perfluorées (PFAS) qui ont pu se déverser dans l’environnement lors d’interventions d’urgence ou de formations à la lutte contre les incendies. Ainsi, de nombreux sites pourraient être concernés par des pollutions en PFAS associées à ces activités (services d'incendie des collectivités locales, installations civiles, militaires, aéroports, raffineries, installations de stockage, etc.). Un travail bibliographique a été réalisé par le BRGM pour mieux documenter les profils chimiques des PFAS en lien avec ce type d'activité[réf. nécessaire].

#### PFAS
- Détails sur la chimie des PFAS, Cyrille Isaac-Sibille, 4 janvier 2024
- Guy Royal et Micheline Draye, « PFAS : comment les analyse-t-on aujourd’hui ? Pourra-t-on bientôt faire ces mesures hors du laboratoire ? », sur The Conversation, 3 juillet 2025 (consulté le 4 juillet 2025)
- Consulter la chimie des PFAS, L'INERIS publie une synthèse par substance
- Contamination de la population française, Santé Public France, septembre 2019